# Новосараевский четнический отряд
Новосараевский четнический отряд (серб. Новосарајевски четнички одред) — добровольческое подразделение Войска Республики Сербской, участвовавшее в Боснийской войне. Подчинялось командованию Сараевско-Романийского корпуса. Зона действия отряда была среди деревень, расположенных вдоль левого берега Миляцка, в том числе на территориях Источно-Ново-Сараево и Грбавица, затем отряд базировался на территориях сараевских районов Враца, Ковачивичи, Еврейское кладбище. Отряд принимал участие в боевых действиях в Сараеве и окрестностях, в том числе на территории Горажде, Трескавица, Игмана и Нишичей.

## История
Новосараевский четнический отряд основан в 1992 году, в день христианского праздника сретения Господнего. Основателем считается воевода Славко Алексич так же известный как «Илие (серб. Илије)», который командовал им всё время. В отряде служили от 80 до 100 бойцов. Первоначально, он занимал позиции около реки Миляцка на большом холме высотой 745° рядом с «еврейским кладбищем», тем самым прикрывая пригород Сараева Грбавица и город Пале.
В этом отряде помимо сербов также были русские добровольцы которые входили в состав РДО-3 под императорским флагом Романовых, под командованием мичмана морской пехоты Александра Шкрабова. Также в отряде были  добровольцы из Италии, США, Греции, Болгарии и Румынии. Но однако был ещё журналист из японского города Кобе, затем он начал изучать сербский язык, в конце концов чтобы стать «сербским четником».
В июле 1993 года Новосараевский четнический отряд во главе с воеводой Славкой Алексичем принял участие в операции «Лукавац 93», в ходе которой под контроль боснийских сербов перешел город Трново.